# Hogna hispanica
Hogna hispanica este o specie de păianjeni din genul Hogna, familia Lycosidae. A fost descrisă pentru prima dată de Walckenaer, 1837.
Este endemică în Spania. Conține o singură subspecie: H. h. dufouri.